# Grandgousier
Pour les articles homonymes, voir Grangousier (homonymie).

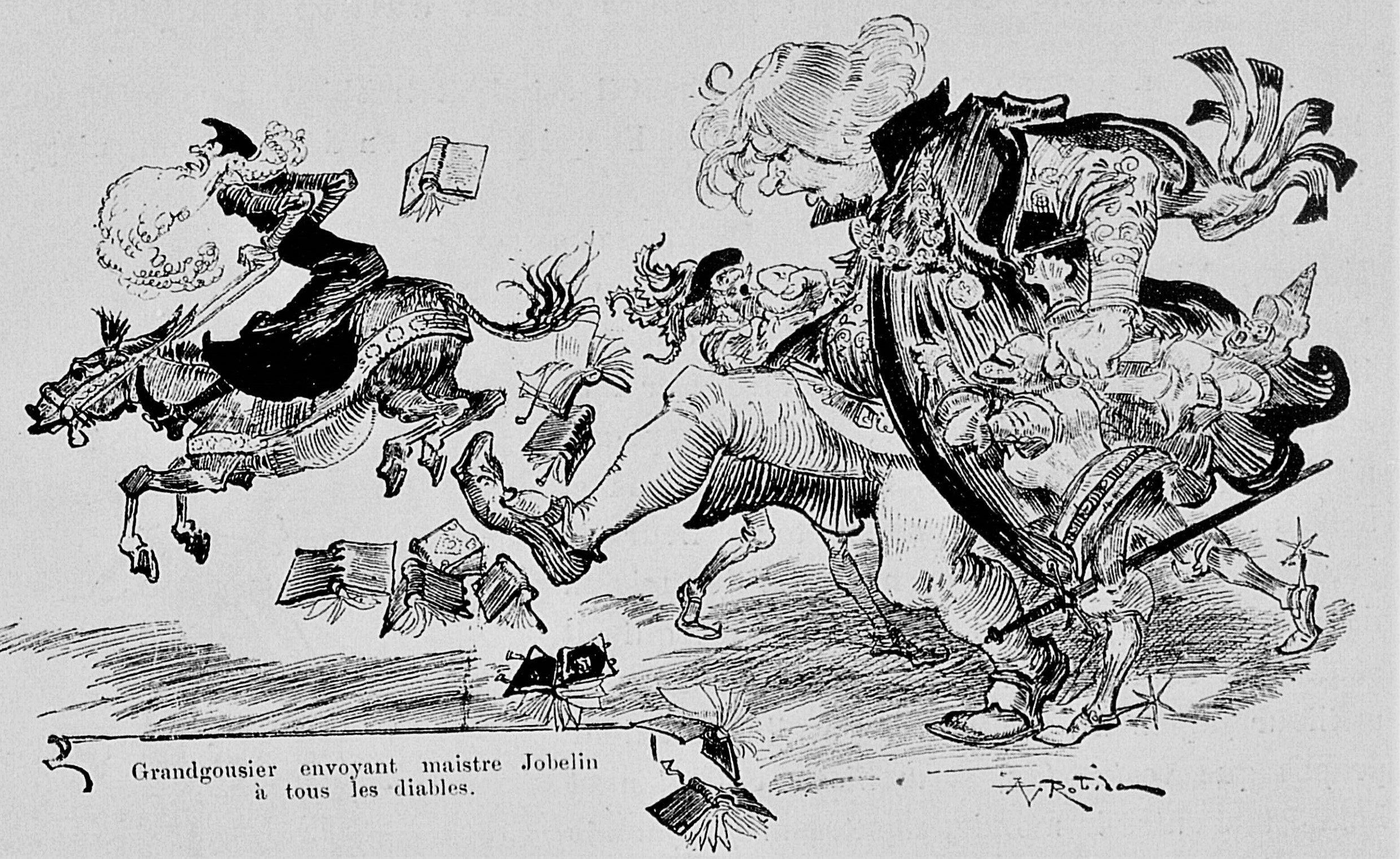
Illustration de Gargantua par Albert Robida dans une édition de la Librairie illustrée parue en 1886.

Grandgousier (grand gosier) est le mari de Gargamelle, la fille du roi des Papillons, le père de Gargantua et le grand-père de Pantagruel.
Personnage rabelaisien par excellence, il reflète l'appétit de tout, la vie, la bonne chère, etc..
Il sert aussi à la description que Rabelais fait du bon roi, en l'opposant au mauvais roi : Picrochole. Ainsi, Grandgousier prône la paix et la discussion plutôt que la guerre et l'appât du gain.
Par extension, on appelle grandgousiers certaines espèces de poissons abyssaux à très grande gueule de l'ordre des Saccopharyngiformes, évoquant le personnage éponyme.